# Capaso (distrito)
Capaso é um distrito do Peru localizada na província de El Collao,  departamento de Puno. 

## História
O então Presidente da República, Alan García, baixou o decreto nº 24891 de 18 de dezembo de 1988, crea o distrito da Capaso.

## Alcaides
- 2011-2014: Gualberto Uruche Gutiérrez.
- 2007-2010: Eulario Modesto Mayta Ccollo.

## Transporte
O distrito de Capaso é servido pela seguinte rodovia:
- PU-131, que liga a cidade ao distrito de Huacullani
- PE-38, que liga o distrito de Santa Rosa (Região de Puno) à cidade de Tacna (Região de Tacna) [1][2][3]